# Santo Domingo (kanton)
Santo Domingo – kanton w Ekwadorze, w prowincji Santo Domingo de los Tsáchilas. Stolicą kantonu jest Santo Domingo.